# He's a Woman - She's a Man
He's a Woman – She's a Man è una canzone della band Hard rock/Heavy metal Scorpions inserita nell'album Taken by Force pubblicato nell'album 1977.
È stata scritta dal chitarrista ritmico Rudolf Schenker, dal cantante Klaus Meine e dal batterista Herman Rarebell. È il primo singolo estratto dall'album e presenta come b-side il brano inedito Suspender Love, nella versione europea, e il brano The Riot of Your Time in quella riservata al mercato giapponese.

## Tracce
1. He's a Woman - She's a Man (Schenker, Meine, Rarebell) - 3:14
2. Suspender Love (Schenker, Meine) - 3:17
3. The Riot of Your Time (Schenker, Meine) - 4:10 (solo in Giappone)

## Formazione
- Klaus Meine - cantante
- Rudolf Schenker - chitarrista
- Ulrich Roth - chitarrista
- Herman Rarebell - batterista
- Francis Buchholz - bassista